# مارتن شو
مارتن شو (بالإنجليزية: Martin Shaw)‏ هو طيار وممثل بريطاني، ولد في 21 يناير 1945 ببرمنغهام في المملكة المتحدة.

## أعمال

### أفلام
- (1973) رحلة سندباد الذهبية
- (2017) 6 أيام

## وصلات خارجية
- مارتن شو على موقع IMDb (الإنجليزية)
- مارتن شو على موقع ميوزك برينز (الإنجليزية)
- مارتن شو على موقع قاعدة بيانات برودواي على الإنترنت (الإنجليزية)
- مارتن شو على موقع قاعدة بيانات الأفلام السويدية (السويدية)
- مارتن شو على موقع إن إن دي بي (الإنجليزية)
- مارتن شو على موقع قاعدة بيانات الفيلم (الإنجليزية)